# Guitar Hero 5
Guitar Hero 5 est un jeu vidéo de rythme sur PlayStation 2, PlayStation 3, Wii et Xbox 360. Le jeu fait partie de la série Guitar Hero.
Le jeu comporte 85 chansons tirées de 83 artistes différents qui pourront être jouées à la guitare, à la basse, à la batterie ou au chant. Le jeu est sorti en France le 11 septembre 2009.

## Système du jeu

### Généralités
Le système du jeu est le même que les autres jeux de la série Guitar Hero. Mais il y a deux grands changements par rapport à Guitar Hero 4: World Tour :
- Le mode Party Play. D'une pression sur un bouton, on active ce mode qui permet de débloquer l'accès à tous les morceaux, de se connecter en plein milieu d'une chanson et surtout de changer la difficulté à la volée.
- Choisir la formation que l'on souhaite: deux guitares (ou une guitare et une batterie) et deux chanteurs avec deux micros (exactement deux manettes avec chacun un casque sans fil, ou un casque USB et un casque sans fil), et même 2 batteries pour 2 micros! Avant on ne pouvait faire que la formation composée de deux guitares, une batterie et un seul micro.

### Guests
- Shirley Manson (Garbage)
- Carlos Santana
- Johnny Cash
- Matthew Bellamy (Muse)
- Kurt Cobain (Nirvana)

## Liste des chansons
Guitar Hero 5 est composé de 85 chansons, réparti sur 83 artistes différents, seul Nirvana et Tom Petty ont deux chansons.
Le métro
- Scars on Broadway - They Say
- Band Of Horses - Cigarettes, Wedding Bands
- Blur - Song 2
- Gorillaz - Feel Good Inc.
- Garbage - Only Happy When it Rains
- Bob Dylan - All Along the Watchtower
- The Rolling Stones - Sympathy for the Devil

La gare
- 3 Doors Down - Kryptonite
- A Perfect Circle - Judith
- AFI - Medicate
- Arctic Monkeys - Brianstorm
- Attack ! Attack ! UK - You and Me
- Beastie Boys - Gratitude
- Beck - Gamma Ray
- Billy Idol - Dancing with Myself
- Billy Squier - Lonely Is the Night
- Blink 182 - The Rock Show
- Blur - Song 2
- Bon Jovi - You Give Love a Bad Name
- Brand New - Sowing Season (Yeah)
- The Bronx - Six Days a Week
- Bush - Comedown
- Children of Bodom - Done with Everything, Die for Nothing
- Coldplay - In My Place
- Darker My Love - Blue Day
- Darkest Hour - Demon(s)
- David Bowie - Fame
- Deep Purple - Woman from Tokyo ('99 Remix)
- The Derek Trucks Band - Younk Funk
- Dire Straits - Sultans of Swing
- The Duke Spirit - Send a Little Love Token
- Duran Duran - Hungry Like the Wolf
- Eagles of Death Metal - Wannabe in L.A.
- Elliott Smith - L.A.
- Elton John - Saturday Night's Alright (For Fighting)
- Face to Face - Disconnected
- Gov't Mule - Streamline Woman
- Grand Funk Railroad - We're an American Band
- Iggy Pop - Lust for Life (live)
- Iron Maiden - 2 Minutes to Midnight
- Jeff Beck - Scatterbrain (live)
- Jimmy Eat World - Bleed American
- John Mellencamp - Hurts so Good
- Johnny Cash - Ring of Fire
- Kaiser Chiefs - Never Miss a Beat
- The Killers - All the Pretty Faces
- King Crimson - 21st Century Schizoid Man
- Kings of Leon - Sex on Fire
- Kiss - Shout It Out Loud
- Love and Rockets - Mirror People
- Megadeth - Sweating Bullets
- Mötley Crüe - Looks that Kill
- Muse - Plug in Baby
- My Morning Jacket - One Big Holiday
- Nirvana - Lithium (live), Smells Like Teen Spirit
- No Doubt - Ex-Girlfriend
- Peter Frampton - Do You Feel Like We Do? (live)
- The Police - So Lonely
- Public Enemy et Zakk Wylde - Bring the Noise 20XX
- Queen et David Bowie - Under Pressure
- Queens of the Stone Age - Make it Wit Chu
- The Raconteurs - Steady as She Goes
- Rammstein - Du Hast
- Rose Hill Drive - Sneak Out
- Rush - The Spirit of Radio (live)
- Santana - No One to Depend On (live)
- Screaming Trees - Nearly Lost You
- Smashing Pumpkins - Bullet with Butterfly Wings
- Sonic Youth - Incinerate
- Spacehog - In the Meantime
- Stevie Wonder - Superstition
- Sublime - What I Got
- Sunny Day Real Estate - Seven
- T.Rex - 20th Century Boy
- The Sword - Maiden, Mother & Crone
- Thin Lizzy - Jailbreak
- Thrice - Deadbolt
- Tom Petty - Runnin' Down a Dream, American Girl
- TV on the Radio - Wolf Like Me
- Vampire Weekend - A-Punk
- Weezer - Why Bother ?
- The White Stripes - Blue Orchid
- Wild Cherry - Play That Funky Music
- Wolfmother - Back Round

## Accueil

### Ventes
Guitar Hero 5 a été la meilleure vente au Royaume-Uni au week-end de sa sortie, le 12 septembre 2009 devant Colin McRae: Dirt 2.

### Critiques
Presse spécialisée
- GameSpot :  8,5 / 10[3]
- IGN :  8,9 / 10[4]
- Gamekult :  7 / 10[5]
- Jeuxvideo.com :  18 / 20[6]

Compilations de plusieurs critiques
- GameRankings  :  85,74 %[7] (57 critiques)
- Metacritic :  85 / 100[8] (69 critiques)